# Karl Kindler
Hermann Julius Karl Kindler (* 7. September 1891 in Deutsch-Lissa; † 28. September 1967 in Wentorf bei Hamburg) war ein deutscher pharmazeutischer Chemiker und Hochschullehrer. Er ist vor allem bekannt durch die nach Conrad Willgerodt und ihm benannte Willgerodt-Kindler-Reaktion.

## Leben
Karl Kindler studierte Chemie an den Universitäten Innsbruck und Breslau. Dort wurde er 1916 bei Julius von Braun promoviert. Er wechselte ans Chemische Staatsinstitut in Hamburg, wo er sich 1922 habilitierte. Dort wurde er 1928 außerordentlicher Professor für Pharmazeutische Chemie und wechselte 1941 auf einen Lehrstuhl für Pharmazeutische Chemie an der Universität Innsbruck. Nach Kriegsende kehrte er nach Hamburg zurück und war zunächst kurzzeitig in der chemischen Industrie tätig. Er übernahm 1946 an der Universität Hamburg den Aufbau und die Leitung des Instituts für Pharmazeutische Chemie, ab 1950 auch als ordentlicher Professor. Emeritiert wurde er 1959. Im November 1933 unterzeichnete er das Bekenntnis der deutschen Professoren zu Adolf Hitler. Am 21. März 1940 beantragte er die Aufnahme in die NSDAP und wurde zum 1. April desselben Jahres aufgenommen (Mitgliedsnummer 7.578.817).
Kindlers Arbeitsgebiete waren insbesondere die synthetischen Anwendungen der heterogen-katalytischen Hydrierung und der Thionamide. Eine herausragende Leistung war die Strukturaufklärung des Alkaloids Chinin und die Synthese von Hydrochinin im Zusammenhang mit der Forschung an Betäubungsmitteln. Er forschte auch an Giftgasen.